# ガードナー (マサチューセッツ州)
ガードナー（英: Gardner）は、アメリカ合衆国マサチューセッツ州の中央部、ウースター郡の北部に位置する都市である。2010年の国勢調査では人口20,228 人だった。市内にはダン州立公園、ガードナー歴史遺産州立公園、ワンパノアグ湖野生生物保護区、マウントワチュセット・コミュニティカレッジがある。

## 歴史
町名はトマス・ガードナー大佐の栄誉を称えて名付けられたガードナーの町に、最初に入植があったのは1764年のことであり、1785年に公式に町として法人化された。これは周辺にあるアシュバーナム、ウェストミンスター、テンプルトン、ウィンチェンドン各町から土地を譲り受けて作られたものだった。1805年頃から、製材と各産業の中心になった。家具生産で長い歴史があることで、「椅子の都市」や「ニューイングランド家具の首都」とも呼ばれている。1910年までに椅子の工場が20か所あり、年に400万脚の椅子を生産した。銀細工でも知られていた。ガードナー州立精神障碍者コロニーがコテージ型住居の利用を広げた。ガードナーは1923年に市として法人化された。
ガードナーはヘイウッド・ウェイクフィールド家具の誕生地であり、ヘイウッド5人兄弟が父の農園に近い厩で家具の生産を始めたのが1826年だった。ウォルター、リーバイ、セス、ベンジャミン、ウィリアムの兄弟はその年に木製の椅子を作り始めた。初期にはウォルターが椅子を手作りしており、足踏み旋盤も使った。間もなくリーバイとベンジャミンがパートタイムで加わり、近くにある田舎の店も営業していた。最初の店の通り向かいに新しい店が建設された。1831年、リーバイがボストンに移転し、そこでアウトレット店を造って椅子を売り、一方ベンジャミンとウィリアムがガードナーに残って椅子を製造していた。1834年、火事のためにヘイウッドの椅子店舗が失われた。1835年、共同経営のB・F・ヘイウッド & Co. が結成され、ベンジャミン、ウォルター、ウィリアムに加えて、モーゼス・ウッドとジェイムズ・W・ゲイツが参加した。ガードナーにはコナン・ボール家具工場もあった。ニコルズ & ストーン・チェアー会社は1762年にウェストミンスターで設立されていた。この会社は20世紀への変わり目にガードナーに移転した。2008年7月時点で、家具の生産を止めると声明を出した。ニコルズ & ストーンの名前による知的財産権と意匠権はニューヨーク州マンリウスの L. & J.G. スティックリーが買収した。

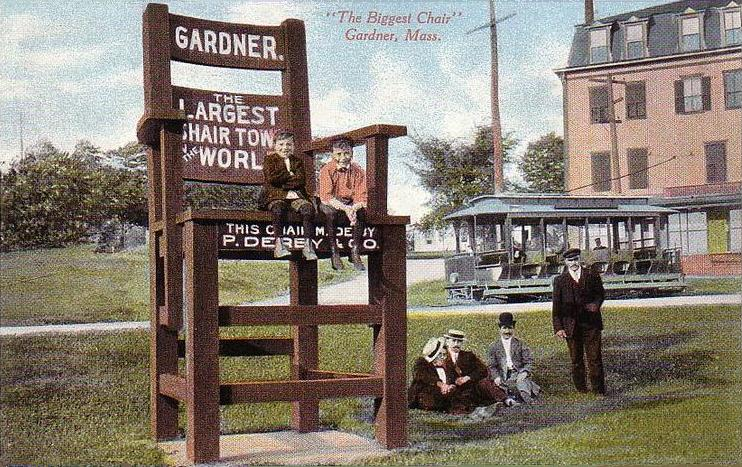
最大の椅子、1910年頃
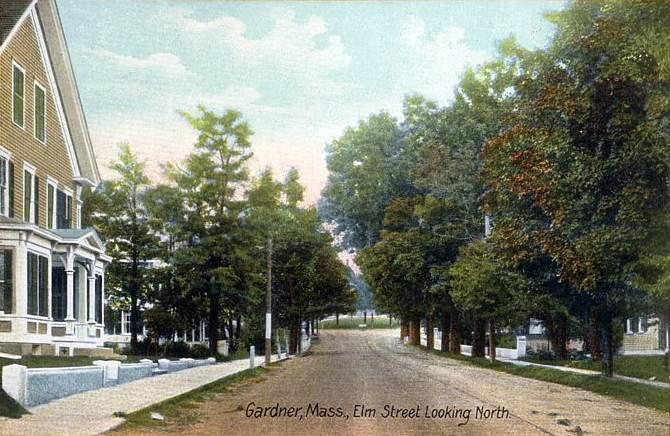
エルム通り、1908年頃
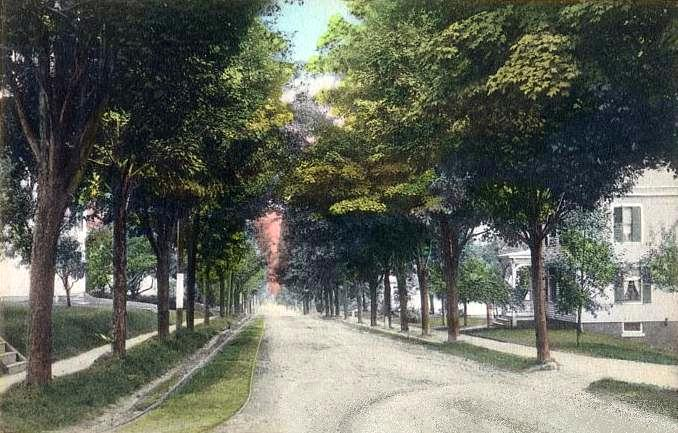
チェスナット通り、1906年頃

## 地理
ガードナー市は北緯42度34分26秒 西経71度59分27秒 / 北緯42.57389度 西経71.99083度 (42.573920, -71.990818)に位置している。
アメリカ合衆国国勢調査局に拠れば、市域全面積は23.0平方マイル (60 km2)であり、このうち陸地22.2平方マイル (57 km2)、水域は0.8平方マイル (2.1 km2)で水域率は3.52%である。クリスタル湖の傍にある。市内最高地点は標高1,280フィート (390 m) の貯水池丘陵頂部であり、市の中心に近い。
ガードナーの北はウィンチェンドンとアシュバーナム、東はウェストミンスター、南はハバーズトン、西はテンプルトンの各町に接している。

## 人口動態

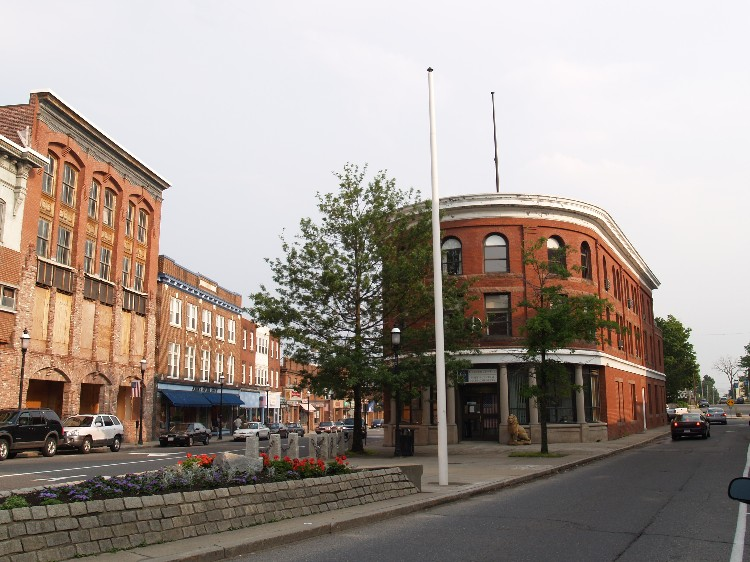
中心街

以下は2000年国勢調査による人口統計データである。
| 基礎データ - 人口: 20,770 人 - 世帯数: 8,282 世帯 - 家族数: 5,085 家族 - 人口密度: 361.4人/km2（936.0 人/mi2） - 住居数: 8,838 軒 - 住居密度: 153.8軒/km2（398.3 軒/mi2） 人種別人口構成 - 白人: 93.13% - アフリカン・アメリカン: 2.29% - ネイティブ・アメリカン: 0.34% - アジア人: 1.37% - 太平洋諸島系: 0.08% - その他の人種: 1.22% - 混血: 1.58% - ヒスパニック・ラテン系: 4.08% 先祖による構成 - フランス系カナダ人：19.6% - フランス系：17.6% - アイルランド系：12.7% - イギリス系：6.7% - ポーランド系：6.3% - イタリア系：6.2% | 年齢別人口構成 - 18歳未満: 23.7% - 18-24歳: 7.7% - 25-44歳: 31.8% - 45-64歳: 20.7% - 65歳以上: 16.1% - 年齢の中央値: 38歳 - 性比（女性100人あたり男性の人口） - 総人口: 105.1 - 18歳以上: 103.7 世帯と家族（対世帯数） - 18歳未満の子供がいる: 30.3% - 結婚・同居している夫婦: 44.4% - 未婚・離婚・死別女性が世帯主: 12.7% - 非家族世帯: 38.6% - 単身世帯: 32.4% - 65歳以上の老人1人暮らし: 13.5% - 平均構成人数 - 世帯: 2.35人 - 家族: 2.97人 収入と家計 - 収入の中央値 - 世帯: 37,334米ドル - 家族: 47,164米ドル - 性別 - 男性: 35,804米ドル - 女性: 26,913米ドル - 人口1人あたり収入: 18,624米ドル - 貧困線以下 - 対人口: 9.6% - 対家族数: 7.0% - 18歳未満: 12.8% - 65歳以上: 11.7% |

市内にはガードナー高校があり、生徒数は約800人である。

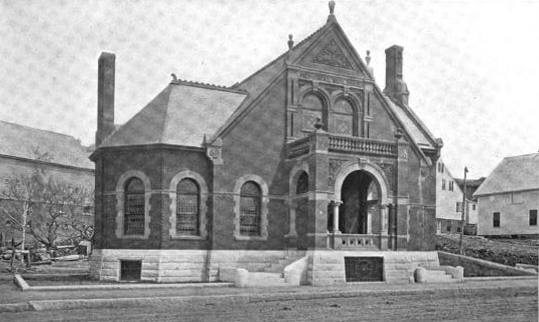
ガードナー公共図書館、1899年

## 図書館
ガードナーの公共図書館は1885年に開設された。当初の建物は現在ガードナーの歴史博物館になっている。2008会計年度で、ガードナーは予算の1.84%、734,164ドルを図書館に使っており、住民1人当たり35ドルほどになっている。

## 公共交通
ガードナーの公共交通は大半をモンタチューセット地域交通局が担当している。モンタチューセット地域（マサチューセッツ州の北中部）で、バスの路線便、シャトルサービス、さらに補助的交通を運行している。
1871年からボストン・バーレ・アンド・ガードナー鉄道が町に鉄道を運行していた。ガードナー駅は1980年から1986年までマサチューセッツ湾交通局のフィッチバーグ線の終着駅になっていたが、1987年初めにフィッチバーグで打ち切りとなった。

## 行事
長年、ガードナーの市営ゴルフコースはマサチューセッツ州中部高校クロスカントリー地区選手権の開催場所だった。3年に1度はマサチューセッツ州高校州クロスカントリー選手権も開催されている。この丘陵性の2.9マイル (4.7 km) のコースで、これまでの記録は1998年にアンディ・パウェルが出した14分0秒であり、女子の記録はリン・ジェニングスが1977年に記録した15分50秒である。

## 大衆文化の中で
1992年の映画『青春の輝き』はガードナーで撮影された。